# Warrnambool
Warrnambool è una città dello stato di Victoria, in Australia.
La città si trova sulla costa sud-occidentale. Al censimento del 2021 aveva una popolazione di 32 894 abitanti.
Il primo avvistamento del golfo naturale in cui si trova la città è attribuito all'esploratore francese Nicolas Baudin a bordo della corvetta Géographe tra il 1801 e il 1802.  I primi abitanti dell'area furono cacciatori di foche e balene che vi si insediarono non stabilmente intorno al 1830.
Il primo insediamento stabile è di pochi anni dopo, 1836, vi venne costruito un porto e al piccolo centro abitato venne dato il nome Warrnambool di origine aborigena e derivante dal monte omonimo situato ad est del centro abitato. 
Insieme al porto la principale attività economica fu l'estrazione di arenaria. L'attività portuale fiorì alla fine del 1800, tra le merci che vi transitavano vi erano la lana, grano, patate e in seguito prodotti caseari. Venne raggiunta dalla ferrovia alla fine del XIX secolo e questo diede impulso all'insediamento di attività industriali legate al settore alimentare tra cui uno stabilimento della Nestlè. 
Nel 1942 venne chiuso il porto. Le attività economiche principali rimangono legate all'industria alimentare, in sviluppo anche l'attività turistica.
Nell'estremo meridionale della baia si trova un piccolo promontorio fronteggiato da alcune isole, la principale è Middle Island.